# Арктика 2007
Арктика 2007 (рус. Российская полярная экспедиция „Арктика-2007") је назив руске експедиције на Северни пол који се десио 2007. Тада је руски батискаф МИР демонстративно поставио на дно океана руску заставу величине 1 метра, која посебно за те услове израђена од титанијума.
Чланови експедиције (Владимир Груздев, Јевгениј Черњајев, Артур Чилингаров и Анатолиј Сегалевич) су у јануару 2008. одликовани Орденом хероја Руске Федерације.

## Одазив страних држава
Данска, САД, Норвешка и Канада, земље које због близине до Арктике, нагласиле су да тај чин не одобравају. Територија Арктике још није одређена према међународном праву. Верује се да се испод Арктике налазе велике залихе гаса и нафте, што је додатан разлог за арктичку територију.